# BUSTER KEEL!
『BUSTER KEEL!』（バスターキール）は、坂本憲司郎による日本の漫画作品。講談社発行の少年漫画雑誌『月刊少年ライバル』2008年10月号から2012年8月号まで連載されていた。単行本は全12巻。話数のカウントは「Burst ○」。

## あらすじ
格闘家キールは、かつて凶暴な魔獣である「龍猿（ドラゴンエイプ）」を倒した世界一の魔獣使いシバを見つけるために旅をしていたが、ようやく辿り着いた町で、シバの弟子である魔獣使いの少女ラヴィとそのお供の魔獣ミッピーと出会う。冒険者になりたいラヴィと元の姿に戻りたいキール、利害が一致した二人と一匹。そして旅の途中で出会った魔法戦士ブルーと共にシバを探す旅に出ることになる。

## 登場人物

### バスターキール
キール達が結成した冒険者のチーム。命名はキール。キャラクターのモデルは『西遊記』から。
キール
本作の主人公。格闘家（冒険者レベルは0→10→50）。正体はかつてシバが退治した凶暴なS級魔獣「龍猿（ドラゴンエイプ）」。
茶髪に付けた髑髏のエクステ（サラから貰ったものらしい）とカウボーイブーツ、シバによって首に嵌められた外せない「天輪」が特徴の青年。猪突猛進の野性児であり自己中心的かつ短気な性格だが、自分の納得出来ないことには絶対に引かない激情と傷付いた仲間を命がけで救おうとする優しさを併せ持つ。冒険者でありながら魔獣階級や冒険者協会などの基本的なことも知らず、挙句ラヴィ達と出会うまでは冒険者としての仕事もせずに食い逃げやカツアゲをしていたため作中当初は冒険者レベルも0の有様だった。「ボケ」が口癖で、決め台詞は「ファンキー」。好物はバナナとバナナパフェ。
龍猿の頃とは劣るものの師匠であるサラから教わった無双流を元にした「爆撃無双流（バーストむそうりゅう）」を操り、そこから我流で新しい技も編み出すなど人間時でも非常に高い戦闘能力を持つ。左腕にラヴィの「契約の輪」を付けており、ラヴィの弾く「封人歌」の一部で自分の体の各部分を龍猿のものに戻した時には龍猿の体内組織「煙靭（エンジン）」を全開させ、戻した体の一部分から激しい煙を噴き出すと同時に破壊力のある攻撃を繰り出す。「閉（シャット）」「開（ファイ）」の掛け声で煙靭を調節することも可能。当初は龍猿の腕の力に人間の体の部分がついていけず振り回されるという弱点があったが、キールはそれを逆手に取り腕の向きと力を調節して一気に移動するという方法を編み出した。
幼少の頃は呪われた魔獣である龍猿として生まれたために他の魔獣にすら忌み嫌われており、村を飛び出し行き倒れていた所を保母のリリーに拾われ育てられた。目の前でリリーの自殺を目撃し、激情のまま彼女が所属していた「ベヒーモス」のボスであるロースの下へ殴り込みをかけ、6歳の子供でありながら「ベヒーモス」の構成員100人を一人で倒したが、ロースには子供の力では敵わず返り討ちに遭う。その後はキカザル達に負担をかけさせないために世界を旅しながら暴れていた。3年前、「封人歌」で自分を人間の姿に変えたシバを恨み元の姿に戻るために彼を探し、その直後に会ったサラに返り討ちにされて彼女を倒すため「牙砲」の構えを教わった。
ラヴィの「封人歌」により右腕・尻尾と龍猿の各部位が戻れる様になっていき、さらにシバの曲で左腕を取り戻したが、同時にキールの奥底に眠る邪龍ディアボロスの凶暴な心まで目覚めてしまい、ダッキとの戦いでは暴走してしまうが、ブルーの放った一言で正気に戻った。テンジクにおけるシバとの最終決戦では、ラヴィを喪った怒りと悲しみで邪龍の力が増幅し、天輪の封印が解けて「龍猿」としての本来の姿を取り戻す。「四凶」以上の圧倒的な力でシバと戦い、邪龍の力に呑み込まれ再び暴走に陥ってしまうが、ラヴィの遺した「想い」と「聖母の抱擁」で一時的に創られた「音の天輪」で人間の姿に戻った。テンジクの戦いの終結後は「天輪が無くなりまた龍猿に戻って暴走してしまうかもしれない」という懸念から、ラヴィ達に別れを告げぬまま故郷の花果山に戻るが、「聖母の抱擁」の闇を祓う力で邪龍の呪いが浄化され、今度はキカザル達と同じ「猿尾族」の体になった。そしてラヴィ達に負けない冒険者になってからまた会うことを決め、数年後には冒険者レベルは50になり冒険者協会から「爆撃無双（バーストむそう）」のふたつ名をもらう程の実力者になって花果山でラヴィ達と再会した。
モデルは孫悟空。

ラヴィ＝ハートフル
本作のヒロイン。大魔獣使い・シバの弟子である魔獣使い（冒険者レベルは10→16→30）。
長い金髪を左側にサイドテールにした少女。旋律魔法の師であるシバの様な冒険者になることを目標にしている。困っている人を放っておけない心優しい性格で、自分以外は魔獣で構成されたクセのあるパーティーを突っ込みでまとめている。白からは魔獣使いとして冷静に彼らを導かなければならないと諭されており、非常時にはキール達の司令塔を務めることもある。世界一の音楽家「ハートフル家」の一人娘であるが、冒険者になり困っている人達を助けたいと思い、反対する両親に反発して家を飛び出しシバの弟子になった。
旋律魔法用のギター「ハートエンジェル」を持ち、シバが弾いていた「封人歌」を聴くだけで覚えるなど潜在能力は高い。また、父・ステイトリーを超えるほどの音楽の才能も持ち合わせていたらしく、彼女が奏でる音楽をステイトリーは「天使の旋律（エンジェルメロディー）」と評していた。
当初はワンメロの町などでミッピーと共に路上ライブをやりながら路銀を稼いでいたが、キールと出会ったことにより本格的に冒険者としてのスタートを切る。テンジクでの戦いでは、慕っていた師匠のシバの豹変振りに動揺するも白からシバのことを託され、シバを「聖母の抱擁」で光の道へ導こうとしたが後一歩届かず、シバの手によって命を落としてしまう。しかし、死してなおその「想い」で暴走するキールから邪龍の力を祓い、戦いの終結した後に改心したシバの「神獣のコア」の力で生き返った。数年後には冒険者レベルは30になり、ブルーやミッピーと共にワンメロの町を拠点に冒険者としての活動を続けながら姿を消したキールの行方を捜し、花果山での依頼でキールとの再会を果たした。
モデルは三蔵法師。

ブルー
「水霊鬼」のふたつ名を持つ魔法戦士（冒険者レベルは44→46→58）。正体はB級魔獣「水鬼」一族の生き残り。
頭に掛けたゴーグルが特徴の黒髪の美青年。普段は冷静沈着だが、乗り物酔いしやすく馬車などに乗ると気分が悪くなってしまう。口癖は「バカ」（主にキールに対して）で、決め台詞は「ビンゴ」。キールとは何かと仲が悪く「バカ猿」「ボケカッパ」 と常に呼び合い喧嘩しているが、本当は互いに実力を認め合っている。主要人物の中で唯一服装が度々変わっており、美形であることから旅先では度々老若問わず女性達から言い寄られる場面が多い。
冒険者協会からふたつ名をもらうほどの実力者。武器は二本の「水鬼の斧剣」 で、指で結ぶ「水霊印」により水の魔法を使用する。また、左耳の2つのイヤリングを外すことで水鬼本来の姿へと戻り、魔法の力も大幅にアップする他、シナーズ島での修行後は滝やオアシスなどの自分が出す以外の水も操ることができるようになった。左人差し指にラヴィの契約の輪を付けており、ラヴィの弾く旋律魔法の効果と合わせることで水の力を強化することも可能。
一族と故郷を滅ぼした刹那に敵討ちをするために旅をしている。キール達と出会った当初は刹那を倒す目的のために仲間をも見捨てる非情な面を見せており、ツートーンでのトーマスからの依頼を最後にキール達と別れようとするが、「俺に負けるのが怖い」というキールの挑発に乗る形でパーティを組み、彼らとの冒険を経て次第に元の優しさを取り戻していった。サンシャインシティで宿敵である刹那と戦い、一矢報いるも倒すには至らなかった。エイトカップでは、刹那を倒す力を手に入れたいと思う心の奥底の気持ちをダッキに突かれ、彼女の水の尾の力を与えられた僕である水色のブルーとなってしまう。キールの龍猿の力に嫉妬していた気持ちを明かしキールを倒そうとするが、パイ老師が放った攻撃から自分を守ったキールの想いとラヴィの「天使の光」による導きでダッキの力を残したまま元の心を取り戻す。テンジクでの戦いでは再び刹那と交戦し、仲間を守るために自らの命と引き換えに自爆技「水新星」を放つが、本来の姿である「『水切』刹那」に戻った刹那に新たな力と記憶を与えられ（同時にシバがこの戦いの黒幕であると知る）、「誰かを憎み殺す力」ではなく「誰かを想い生かす力」を見せようとする。数年後には冒険者レベルは58になり、精神的に余裕が出来たのか前と比べて笑顔を見せる時が増えている。
モデルは沙悟浄。

ミッピー / ミシシッピ寺本（ミシシッピてらもと）
ラヴィのパートナー。F級魔獣「ピッグデビル」の赤ん坊。
常にイニシャルである「M・T」と書かれた赤いオシメをしており、普段は格上であるA級魔獣相手にも動じないが、桁外れに強い魔獣の威圧感（プレッシャー）を受けるとオシッコを漏らすことがある。普通のブタ扱いされると非常に怒る。本来ピッグデビルは卵からは生まれない種族だが、何故か卵から生まれラヴィと出会い、彼女を母親のように慕っている。一人称は「オイラ」で語尾に「プォ」と付ける。好物はポテトチップチュ。
口から炎を吐く能力を持つ。左耳にラヴィの契約の輪を付けており、ラヴィの弾く旋律魔法の効果と合わせることで炎の力を強化することも可能。
死の都でジャックにラヴィを殺されそうになった時、ボーンの様に大切な人をもう失いたくないと言う思いから自分自身ですら知らなかった真の姿になり、ジャックの体を焼き尽くした。その正体は、60年前の四凶大戦争において「四凶」と並ぶ脅威とされたS級魔獣「地獄の火豚（ヘルピッグ）」が「四凶」と対立して敗れた後に転生した姿である。テンジクでの戦いで、神獣「星喰い」に飲み込まれたキールとブルーを助けるためにジャックに助けを乞い、彼の魔法で自分の中にある転生前の細胞を刺激し、「大好きな皆を助けたい」という命を懸けた感情の爆発により元の姿に戻り、キール達を星喰いから助け出した。数年後には少し大きくなっており、ラヴィによると冒険者になりたいと言っているらしい。
モデルは猪八戒。因みに作者の前作『突撃チキン!』でも同名のキャラクターが存在する（ラヴィ曰く昔伝説の勇者と旅をした魔獣の名前とのこと）。

### 7（セブン）
冒険者協会の実権を握る7人の世界最強の冒険者達。各職業のトップの集まりで、厄介な者達に目を付けられないようにするためメンバーの名はトップシークレットとされている。なお、メンバーの名は七福神が由来。
サラ
「7」の一人。「国士無双」のふたつ名を持つ世界最強の格闘家。キールの師匠。
花魁のような派手な着物を上半身に羽織り、その下はワイルドな服装をしたグラマラスな体型の女性。左口元にホクロがあり、左腕には3年前にキールの「牙砲」を止めた際に付いた傷がある。喫煙者で、先端に煙草をつけたような独特の煙管を吸っている。白曰く100歳近い年齢のようだが、それを感じさせないほどの若々しい姿をしている（ラヴィはシナーズ島の癒しの力によるものだと推測している）。豪快で非常に気が短い性格。3年前に人間の姿に変えられたばかりのキールに出会った頃から彼に対しては常に厳しく接していたが、「自分の最初の弟子」だからと師匠として弟子であるキールに思いやりの心も見せていた。
武術「無双流」の創設者にして、かつての四凶大戦争では「四凶」とも互角の戦いをし、四凶大戦争を静めた伝説の冒険者の一人。（怪我を負っていたとはいえ）龍猿の右腕を戻したキールを吹き飛ばし、キールとブルーの技を同時に止める程の力を持つ。さらには撃たれた弾丸を歯で受け止めるなど動体視力も人間離れしている。
70年前のエイトカップの優勝者。普段は孤島のシナーズ島で暮らしているが、それは自らを過酷な環境に置くことで強さを維持するためである。刹那との戦いで力不足を痛感し、白の紹介で自分の元へ来たキールとブルーそれぞれにサバイバルによる修行を課した。その後は「7」の召集をかけられテンジクに向かい、「四凶」との戦いではロースと戦うが、ジャックの罠で重傷を負いながらもロースに勝利したキールの姿を見届けた。
名前の由来は弁財天。

シバ
「7」の一人。「指揮者（コンダクター）」 のふたつ名を持つ大魔獣使い（冒険者レベルは68）。ラヴィの師匠。　
眼鏡をかけた35歳の男性。口癖（決め台詞）は「エクセレント」。良識的で真面目な性格。かつてキールが龍猿の姿でいる時に退治し「封人歌」により今の人間の姿にした。ラヴィによると2年前から突然行方不明になったらしいが、後の「7」入りにはジュディの後釜として入っている。
「世界一の魔獣使い」と呼ばれる実力者で、幼少期から旋律魔法や魔獣の知識を修め、難解な「封人歌」やレベルの高い旋律魔法を弾くことが出来る。神獣の力を手に入れた後は強力なエネルギー波を放つ能力や地面を巨大な塔の如く隆起させる能力、星喰いの驚異的な再生能力を獲得した。
その正体は「妖」の真のボスにして全ての戦いの黒幕であり、その最終目的は「世界全ての魔獣を滅ぼす事」。幼少期に傷付き倒れていた子供の魔獣を拾い家族の様に過ごしていたが、大きくなり力を付けたその魔獣に自身の村も家族も滅ぼされ「魔獣に裏切られた」という経験から魔獣に深い憎しみを持つようになった。その後、宛も無く放浪していた時にジュディと白に保護され彼らの息子同然に育てられるが、魔獣への憎しみが消えることは無く彼らの前では心にも無いことを思い生活していたという。育ての親であるジュディも、計画のために自身が魔獣使いとして「7」のメンバー入りを果たすには邪魔と考え、3年前に毒を盛り殺害した。
「四凶」を利用して神器を集めさせテンジクで神獣「星喰い」を復活させ、「7」と龍猿であるキールの力を利用して星喰いを倒し、星喰いの力の源である「神獣のコア」を手に入れようと画策していた。エイトカップではエイト王国の内情を知るため、作者の前作『突撃チキン!』に登場していた「M・T」にそっくりな覆面 を被りフックメンという偽名を使って正体を隠し、キールと共にエイトカップに出場した。テンジクでは自らの身体に神獣のコアを融合させたことで星喰いの力を手に入れた魔獣として（本人は自分のことを「神」と自称している）背中から黒い翼が生え体中に不気味な紋様が浮き出た姿となった。自身の目的を邪魔する者や用済みとなった者を容赦無く排除する冷酷非情な本性を表しジャックやエビニャンスを殺害、他の「7」のメンバーも星喰いとの戦いで弱っていたとはいえ一撃で倒し、育ての父である白や弟子のラヴィにも容赦無く手を掛けた。ラヴィを殺された怒りで「水紋全開」を発動させたブルーや地獄の火豚に戻ったミッピー、そして完全に龍猿に戻ったキールをも圧倒したが、ラヴィの「想い」で人間に戻ったキールの「今まで出会った人達の全ての想い」が込められた「牙砲」との壮絶な激突の末、敗れた。敗北後、キール達に自身の過去を明かし、キールに「想いがある限り人を裏切らない」と諭される。それを「口では何とでも言える」と笑い返すも、最終的にはキール達に魔獣と人間の未来を託すことを決意し、神獣のコアの力でラヴィを蘇生させると同時に身体が崩れて消滅した。
名前の由来は大黒天。

H（ハッピー）＝ロージュ
「7」のリーダー格。大賢者。
十字架が刻まれた王冠を被った長身の老人。「祈言印（セイントいん）」を結ぶ事で、様々な聖なる技を使うことが出来る。
名前の由来は福禄寿。

ジュロー
「7」の一人。「機人」のふたつ名を持つ上魔技師。マールとラッキーの祖父。
ゴーグルと作業服が特徴の髭面の壮年男性。孫達からは「じーじ」と呼ばれており、魔技師の研究所を設立している。若い女性の胸を何気なく揉むといったスケベな面が目立つが、マール達に魔導機械の危険性を諭すなど、指導者としての一面も併せ持つ。直接的な戦闘は得意ではないようで、実際ゴールドや刹那達に背後を突かれて倒されている。
エイトカップではマール達の活躍を見るためにシバとは独断でエイト王国に来た模様。テンジクでの星喰い復活の際には、星喰いの攻撃で自身がいたスカイアクシズを破壊され右腕を失うも何とか生き残った。
名前の由来は寿老人。

B＝シャモン
「7」の一人。「武神」のふたつ名を持つ超戦士。
スーツを着た顔に幾つもの傷跡がある大柄な男性。武器は両端に刃が付いた三叉槍。槍術の達人で、特に槍投げは「妖」の幹部クラス複数人を一撃で倒したり、星喰いの腕を貫くほど。
名前の由来は毘沙門天。

ホテイ
「7」の一人。「魔太鼓」のふたつ名を持つ大魔法使い。
ホステスの様な格好をしたスキンヘッドの小太りな男で、オネエ言葉で喋る。サラをちゃん付けで呼び、「7」では彼女と仲が良い様子。敵の放つ火や水などの元素を吸い込み自らの腹の中で力を練り、太鼓のように倍返しで相手に放つことが出来る。
名前の由来は布袋。

エビニャンス
「7」の一人。「招き猫」のふたつ名を持つ大召喚士。
猫の姿をした老人で「7」で唯一の魔獣（種族は不明）。猫らしく語尾に「ニャー」と付けたりする。体から様々な精霊を召喚することが出来る。
「四凶」と戦った良き魔獣だが、魔獣を滅ぼそうとするシバの手により殺害される。
名前の由来は恵比寿。

ジュディ
かつての「7」の一人。「絶対奏者（メロディーマスター）」のふたつ名を持つ伝説の魔獣使い。現在は故人。
ベレー帽を被った女性。シバの師匠で白と共に彼の親代わりでもあった。冒険者から師匠と慕われるが煩わしく、代わりに白をシバの師匠ということにしていた。サラと同じく、パートナーの白と共に四凶大戦争を静めた伝説の冒険者の一人である。
冒険者の夢であった神器探しを年老いても続け、ついに神器の一つであるラッパを見つけ出した。シバには実の息子のように愛情を注いでいたが、彼の真意には気付けず、3年前に「7」の後釜を狙うシバから贈られた「母の日のプレゼント」と称した毒入りのクッキーを口にし、この世を去った（白達は病気で死んだと思っていた）。その際に「封人歌」と「聖母の抱擁」の楽譜を記した手帳を遺す。

#### 「7」関係者
白（シロ）
ジュディのパートナー。S級魔獣「白龍（ホワイトドラゴン）」。
眼鏡と束ねた長髪、口に蓄えた白髭が特徴の老人。普段はサンシャインシティに住んでいる。白龍特有の心を読む能力を持つため他の種族と慣れ合わないが、ジュディの人柄に惹かれ掟を破り共に旅に出ることになった。本来龍（ドラゴン）族は長命でクロンとホイホイによると現在の年齢は150歳で人間では30歳位の姿だが、禁術を使ったために老人の姿になっている。
懐から出す宝玉で白龍の姿と力を戻し、白龍特有の白い炎を操り戦う。四凶大戦争においては「四凶」を一番苦しめた「白い英雄」と呼ばれるほどの功績を立てた。
テンジクでの戦いでは、死んだジュディと共に本当の息子のように思っていたシバの魔獣を滅ぼす野望を止めるために禁術「封龍解放」を解き、本来の若い姿となってシバと戦うが、隙を突かれて致命傷を負わされてしまう。風前の命の灯の中、ラヴィにシバの心の闇を祓うことを託し息を引き取った。

フデドリッヒ4世
「7」への連絡役。C級魔獣「カーク」。
マントに身を包んでいる。敬語を使い、二人称は「～殿」。割と落ち込みやすい性格。

### 四凶（しきょう）
最凶の四匹（よにん）の魔獣。それぞれが最強だと思っているからか基本的には手を組むといった事はしないが、60年前に一度だけ互いに手を組み世界を滅亡させかける「四凶大戦争」を引き起こした。「四凶」全員が「神の宴」という謎めいた言葉を残している（後にこれが神器に封印された神獣「星喰い」の復活だと分かる）。
刹那（せつな）
「黒切」の異名を持つ「四凶」の一匹（ひとり）。「妖」幹部。　
60年前に起きた四凶大戦争の中心人物の一人であり、水鬼一族を滅ぼした元凶である。ブルーの母との戦いで右目を失い眼帯を付けており、黒尽くめの服や帽子、マフラーに身を包んでいる。一人称は「私」で、言葉の所々に四字熟語を入れて話す癖がある。ラヴィが吐き気を催すほどの強烈な威圧感を放ち、周りの者達からは基本的に異名の方で呼ばれている。
体内に百とも千ともつかない無数の刀を収めており、それらを自在に生み出す能力を持つ。剣術に関しても普段から腰に差している日本刀を使い、文字通り「刹那」の動きでブルーの「水星」を簡単に切り裂くことが出来、キールの「爆連丸」にも瞬時に対応して防いでいた。残像を作り出して相手の攻撃を避けることも可能。
その正体は、かつて水鬼一族が彼らの水源地を脅かす魔獣と100年以上の戦争を繰り返していた時代に、その戦いに終止符を打つべく一人の水鬼が己の技術・魔力・命を賭して作り出したD級魔獣「妖刀」である。その力で魔獣は滅び戦争は終結したが、その強大すぎる力を恐れた水鬼一族は彼を封印した。しかし長い年月の間に自らの意思と体を持つようになり、自らの手で封印を解き解放され、「殺戮」こそが自らの運命の一つと考え数多くの命を奪い、力をつけ「四凶」と呼ばれるまでになる。だが、四凶大戦争ですら満ち足りることは無く、次は自らを生み出した水鬼一族に目を付け滅ぼしたが、それでも満ち足りることは無かった。
最終的には魔獣を滅ぼす目的を持つシバの提案を受け、神器を集めて「神の宴」を行い神獣「星喰い」を復活させ自らを満たそうとし、「妖」の真のボスであるシバの代わりとして実質的なリーダーを務めていた。サンシャインシティで神器の一つであるラッパを持つ白の家にファイバード・カタイストンと共に強襲し、圧倒的な力でキールとブルーを追い詰めるが白から神器を渡され大人しく撤退した。エイト王国ではキール達とダッキとの戦いを監視していたが、彼女の敗北後にダッキと神器の太鼓を回収し「妖」本部に戻った。テンジクでは、「四凶」の司令塔を務める裏で最後の神器であるバイオリンを手に入れる。ブルーとの最後の戦いでは、自分の正体と出自を明かし終始彼を圧倒していたが、自らの殺戮を求めるだけの運命を虚しいと悟られ、真の姿である妖刀「『水切』刹那」になり、ブルーに自らの力と記憶を与えた。

T（タウ）＝ロース
「牛魔王」の異名を持つ「四凶」の一匹。「ベヒーモス」ボス。B級魔獣「牛鬼」。
赤毛のミノタウロスの姿をした巨漢で、刹那とはまた違った重苦しい攻撃的な威圧感を放つ。顔の左側と着ているタンクトップには「ベヒーモス」のマークを入れており、葉巻を携えている。一人称は「俺」で「モーレツ」が口癖。笑い声は「ウッシッシ」。キールのことを高く評価しており、過去に何度か組織に誘っていた。彼の師匠であるサラとも戦ったことがあり、「（人間で唯一）俺の女にしたいと思った」と語っている。ジャックから譲ってもらったリングの力を使い、組織のメンバーに呪いのタトゥーを入れて服従させ「力」を至上主義としているが、メンバーを「家族（ファミリー）」と呼び、組織の絆や仲間を大切にしている一面もある。
「四凶」随一ともいえる圧倒的な怪力と頑強な肉体の持ち主で、ブルーに「力だけなら刹那以上」と言わしめ、ただ押し潰しただけでも大地が崩れる程。また、牛鬼特有の自身の体を巨大化させる能力を持ち、通常時を遥かに上回る力と口から放つ波動を武器とするが、角が折れると元の大きさに戻る模様。
3猿を「ベヒーモス」から抜けさせる事を承諾させるために花果山に来たキール達と戦い、キールにリングを破壊されたことによりメンバーのタトゥーが消えその怒りから巨大化して彼らを追い詰めたが、キールの「爆裂破」により左の角を折られてしまう。途中でベヒーモス四天王が手助けに来るもキール達との戦いを一旦中止し、リングが壊れたことを理由に組織を解散させた。その後は「妖」本部に現れ、「神の宴」を起こすために他の「四凶」と共にテンジクを強襲。そこでサラや戦いに駆けつけたキール達と対峙しその力でまたもやキールを圧倒するが、「守る気持ち」が込められたキールの「牙砲」を受け敗北した。復活した星喰いの叫び声で目を覚まし、部下であるベヒーモス四天王を喰われた怒りで星喰いに襲い掛かって逆に自身の右腕を喰われてしまうがキールに助けられる。後にキールとサラが星喰いに向って同時に「牙砲」を打つ際には、星喰いを押さえつけて彼らを援護したがそこで力尽きる。死の間際にキール達に「楽しい喧嘩だった」と言い残し、サラからの提案に静かに笑いながら答えてそのまま息絶えたが、その遺体は星喰いによって喰われてしまった。
モデルは牛魔王。

ジャック
「道化師」の異名を持つ「四凶」の一匹。死の都の支配者。S級魔獣「ジャック・オ・ランタン」。
ピエロの衣装を身に纏い、くりぬかれたカボチャの仮面（この仮面がジャックの本体で、キールの龍猿の腕によるパンチを受けても砕けないほど頑丈である）を被った男。一人称は「僕」で「ゲラゲラゲラ」と笑う。神器の一つである縦笛を所有している。常に陽気で飄々とした態度を取り、言動におかしな所があるが、実際にはある意味刹那以上に狂気に充ちた思考と威圧感の持ち主で、それを受けたラヴィとミッピーが気絶するほど。
死者の魂を蘇らせる禁じられた「失われし魔法（ロストマジック）」を使い、多数のD級魔獣「スケルトン」を操る「死霊使い（ネクロマンサー）」。また、生き返らせた死霊を魔法の力で兵器に変えることもでき、上述の性格と合わせブルーからは「まともならば世界一の魔導技師」とまで言わせている。カボチャの仮面を壊されない限り首を捩じられても心臓を剣で突き刺されても死なず、バンパーとトゥターンの同時攻撃も余裕で回避するなど戦闘能力は非常に高い。
死の都で自分が作った強力な魔導兵器・ボンボーンをキール達に破壊された際に彼らの前に現れ、キール達を戦闘不能にした後ラヴィを始末しようとするが、一時的に地獄の火豚に戻ったミッピーの「獄炎」により首から下を焼き尽くされ、生首のまま死の都と共に砂中に埋もれてしまう（これ以降ミッピーにも強い興味を持つようになる）。しかし、後に神器を持って「妖」本部に来訪（他の人間の体を乗っ取ったと思われる）、テンジクでの戦いでは刹那の命令でエビニャンスと戦った。星喰いが復活し、他の魔獣を吸収する際には避け損ねて自身の左腕を喰われ傍観に徹していたが、ミッピーの頼みと自身の興味から魔法で彼が地獄の火豚に戻れるよう協力した。刹那と同じくシバの計画の一部始終を知っていたらしく、彼が神獣のコアとの融合に成功した暁には見返りとして魔獣になったシバの体と力を研究することを望んだが、彼に用済みとみなされ自身の本体であるカボチャの仮面を砕かれて死亡した。

ダッキ
「七色（しちしき）」の異名を持つ「四凶」の一匹。C級魔獣「妖狐」。
ウェーブのかかった灰色の長髪と狐耳を持ち、派手なドレスを着た女性。「四凶」の紅一点だが、S級レベルの威圧感の持ち主。一人称は「わらわ」で、キールのことを「忌み子」と呼んでいる。自身の力を与えた「7人の『器』」達からは「母さま」と呼ばれている。性格は狡猾かつ残忍で、ブルーの復讐心を巧みに操り自らの僕にするなど人の心を惑わす術に長けている。観察眼にも優れており、キールの正体がS級魔獣であることやフックメン（シバ）の実力を一目で見抜いている。
攻撃にも防御にも使える7本の大きな狐の尾を持ち、それぞれに宿した雷・風・水・火・地・氷・闇の力を操る。本気で戦う際には自身のロングスカートを脱ぎ、それぞれの尾の力が具現化している。人間や魔獣に力を分け与えることが出来るが、その代償として自らの僕とする。他にも変化する能力も持つ。
エイトカップでは、「神の宴」のために自らの力を与えるにふさわしい力と体を持った「器」を探すためにエイトット王を操って王妃に成りすまし、魔凶山などの危険な場所を使うよう指示した。エイトカップトーナメントの決勝戦でブルーを含む「7人の『器』」を揃えてエイト王国壊滅に動き出すが、正気に戻ったブルーと龍猿の両腕を取り戻したキールと戦い、死闘の末ブルーの援護を受けたキールに倒される。しかし、戦いを見物していた刹那達に保護され、「妖」本部に神器の太鼓共々連れられた。刹那に助けられた借りが出来たことから、テンジクでの戦いでは一時刹那の命令に従いホテイと戦った。星喰いが復活した際にはその力を操られると思い込んでいたが、逆に喰われて力を吸収されてしまう。

#### 妖（あやかし）
刹那が率いる「世界一厄介」と言われる魔獣の組織。二人一組で行動し、「勇者ゆかりの地に神器がある」「名のある宝全て取ってくる」という考えの下で暗躍している。テンジクでの戦いで、バンパーを除くメンバーが死亡し事実上の解体となったが、数年後にはバンパーが新たな「妖」を立ち上げた模様。
シバ
「妖」ボス。詳細は7を参照。

刹那（せつな）
「四凶」の一匹。詳細は四凶を参照。

バンパー
「妖」幹部。B級魔獣「吸血鬼」。
キール達のことを「兄さん（姉さん）」と呼ぶなど、後輩的な口調で話す細身の男。トゥターンと行動している。性格は軽いノリが目立つが、頭に血が上りやすい面もある。一人称は「僕」。一見大人の姿をしているが、実はまだ子供の吸血鬼であり魔獣の世界で生き抜くために自身の能力で大人の姿に変身していた。
自分の細胞を無数の蝙蝠に変えて自在に動かすことが出来る「蝙蝠細胞（バットマン）」能力の持ち主。いくら体を攻撃されても死なないが、本人によると痛みは感じる模様。複数の自己の分裂体を作りだす事も可能で、力を使い果たすと小さい蝙蝠の姿になる。B級でありながらS級クラスの威圧感と高い戦闘力を持ち、本人曰くトゥターンより強いらしい。
アダムス遺跡で神器の可能性がある当主の証を狙い、トゥターンと共にキール達と戦う。そこでラヴィを人質に取ったがブルーに倒され、彼に刹那や自分達が所属する「妖」のことを教えた。その後、死の都の神器を探していた途中でキール達と再会するが、神器である縦笛を持つジャックと遭遇したため彼らと共闘した。トゥターン達には憎まれ口を叩きながらも何だかんだで慕っていたらしく、テンジクでの戦いで自分達を「神の宴」に巻き込んだ刹那に敵討ちをしようとした。ブルーから刹那が消えたことを知らされ一度は絶望するが、ブルーに「仲間の分まで生きろ」と檄を掛けられる。後のシバの戦いでは「魔獣が暮らしやすい世界を作りたい」というトゥターンとの夢のため、自身の身を呈してまでラヴィを援護した。数年後には新たに組織「妖」を立ち上げ、そのリーダーとなった様子。

トゥターン
「妖」幹部。B級魔獣「二口（ダブルマウス）」。
一つ目の上に二つの口を持つ大柄な体型で、顔の右側に氷、左側に炎を模した刺青がある。バンパーと行動している。一人ノリツッコミをする癖があるが、風貌に似合わず理知的な一面も持つ。刹那の「魔獣が住みやすい世界を作る」という言葉に共感して協力しているが、「四凶大戦争という『四凶』のゲームに巻き込まれるのは御免だ」と言い、刹那が相手でも引かないほど気が強い。
バンパーと同じくS級クラスの威圧感と戦闘力を持つ。二つの口からそれぞれ高熱と冷却の息を吐き出したり、一つ目から強力なビームを撃つことも出来る。
アダムス遺跡で神器の可能性がある当主の証を狙い、バンパーと共にキール達と戦う。そこでキールの「爆弾丸」を受け止める頑強さを見せるが「爆牙砲」は受け止めきれず敗北し、以降キールをライバル視するようになる。その後、死の都の神器を探していた途中でキール達と再会し、ジャックとの騒動後にキールから「神の宴」のことを聞いて再び四凶大戦争が始まるのではないかと訝しる。テンジクの戦いでは、「四凶」と共に最後の神器であるバイオリンの奪取と「7」の討伐に協力するが、復活した星喰いに襲われそうになったバンパーを庇い、星喰いに食い殺されてしまう。

ファイバード
「妖」幹部。B級魔獣「ガルーダ」。
ゴーグルとパーカーを着用している。カタイストンと行動している。好戦的な性格で、口癖は「アホゥ」。炎を自在に操り、それによる攻撃を得意とする。人間に変化する能力も持つ。
カタイストンと共に神器を探しており、サンシャインシティにおける初登場時にはブルーにあっさり倒された。エイトカップではファイバーの偽名で人間に変化してチーム「ナゾナゾ」として出場。二次予選では他の冒険者から宝石を奪い決勝トーナメントに出るが、自分達に気付いたダッキの威圧感を受けて撤退した。テンジクの戦いでは、カタイストンと共に神器を運ぶ役割を務めたが最期は星喰いに吸収されてしまった。

カタイストン
「妖」幹部。B級魔獣「ガーゴイル」。
黒いスーツとソフト帽が特徴。ファイバードと行動している。その名の通り固い性格だが、それとは矛盾した言動を取るのでファイバードによく突っ込まれている。口から吐き出す水を使っての攻撃を得意とし、ファイバードと同様人間に変化する能力も持つ。
サンシャインシティにおける初登場時にはキールに一撃で倒された。エイトカップではストンの偽名で人間に変化してチーム「ナゾナゾ」として出場。二次予選では他の冒険者から宝石を奪い決勝トーナメントに出るが、自分達に気付いたダッキの威圧感を受けて撤退した。テンジクの戦いでは、ファイバードと同じく星喰いに吸収されてしまった。

ゴールド
元「妖」幹部で、実はダッキの部下。詳細は7人の「器」を参照。

シルバー
元「妖」幹部で、ゴールドと同じくダッキの部下。詳細は7人の「器」を参照。

#### ベヒーモス
ロースをボスとする魔獣の組織。「妖」と同じく神器を探している。構成員全員がロースにより呪いのタトゥーを入れられていたが、キールにそのタトゥーを入れるリングを壊されたことで全員のタトゥーが消え、ロースの命令で解散となった。構成員は100人以上（10数年前）。
T（タウ）＝ロース
「ベヒーモス」ボス。「四凶」の一匹。詳細は四凶を参照。

ベヒーモス四天王　　　　　　　　
「ベヒーモス」幹部である四人の獣人の姿をした魔獣。ボスであるロースを「親」として慕っており、「ベヒーモス」解散後もロースから離れず、キール達との戦い後はロースと共に去って行った。テンジクの戦いでは四人がかりでサラに挑むも軽くあしらわれ、結局名前が明かされる間も無く復活した星喰いに全員吸収されてしまった。
虎
虎皮のコートを着ている。普段は博多弁で喋るが、興奮すると猫のような口調になる。肉弾戦で戦う。

ヤギ
ベヒーモス四天王のリーダー格で、冷静な性格。語尾に「○○ぞ」と付ける。拳銃と刀が武器。

猪
非常に大きいサングラスが特徴。「フゴ」としか喋れない。割とマイペースな性格で、初登場時に「腹減った」（狼の通訳）と発言したり、ロースに睨まれた際には虎のせいにしたりしていた。棍棒を武器に使う。

狼
喋れない猪の通訳を務める。「○○と申しております」が口癖。太刀と小太刀を武器に使う。

3猿　
「ベヒーモス」の三人の配下であるC級魔獣「猿尾族（えんびぞく）」。かつてのキールの弟分でもある。
元ネタは三猿。
キカザル
3猿の一人。仲間内の呼称はキー介。
コーンロウの様な髪型と×マークの付いた耳あて（両耳に呪いのタトゥーがある）が特徴。人の話を聞かない短気な性格をしており、関西弁で喋る。棒術を使用し、素早い動きで相手を翻弄する戦法を得意とする。
花果山で幼少の頃をキールと共にリリーのもとで過ごすが、孤児であるために他の魔獣からよくいじめられていた。その度にキールに助けられ、キールを「アニキ」と呼び慕っていたが、リリーの死をキールが殺したと勘違いし、キールを憎むようになった。
その後「ベヒーモス」に入り、神器を探していた所でキールと再会を果たす。キールからリリーの死の真相を教えられたが、ロースに呪いのタトゥーを入れられているために裏切ることが出来ず、キールと戦うことになる。キールが呪いのタトゥーを解いた後、自分達を救うために命をかけるキールの姿に気持ちを動かされ、ロースに立ち向かった。「ベヒーモス」解散後はキール達のような旅をすると言い、ミザル・イワザルと共に旅立った。

ミザル
3猿の一人。仲間内の呼称はミー坊。
忍者の様な格好と×マークの付いたアイマスク（両目に呪いのタトゥーがある）が特徴。落ち着いた性格をしたメンバーのまとめ役で、京都弁で話す。刀やクナイを武器に使い、目が見えないために聴覚が発達し、相手の心臓の鼓動で嘘を見破ることが出来る。
キカザル同様キールを恨んでいたが、後に和解する。

イワザル
3猿の一人。仲間内の呼称はイワン。
モヒカンと×マークの付いたマスク（口に呪いのタトゥーがある）が特徴の無口な大男（幼少期はかなり臆病な性格だった）。両腕にナックルダスターを付けており、相手の攻撃を受け止める盾役としてキカザルとミザルをサポートする。
他の2人と同様にキールを恨んでいたが、和解する。

リリー
キールや3猿を子供の頃に面倒をみていた「猿山保育園」の保母。
キール達を母親の様に接し非常に慕われていたが、実は「ベヒーモス」の構成員の一人でありキール達を育てていたのも奴隷として組織に売り捌くためであった。しかし、キール達と共に過ごす内に彼らを本当の子供のように大切に思うようになった。呪いのタトゥーがあるために組織を裏切ることも出来ず、組織やキール達へのけじめを付けるためにキールの前で自ら命を絶った。死後は3猿達によって墓を作られ手厚く葬られた。

#### 7人の「器」
ダッキが「神の宴」のために選んだ7人の冒険者で、ほぼ全員が魔法を使う者で締めている。ダッキの尾の力を与えられて全員が魔獣になり、人間時とはかなりかけ離れた実力と容姿を持つ（ブルーは元から魔獣だからか容姿はあまり変わっていない）。7人の内ブルーは正気に戻り、残りの6人も龍猿の両腕を取り戻したキールの前に全滅し、ダッキが倒されたことで全員が人間の姿に戻った。
ゴールド
「7人の『器』」の一人。元「妖」幹部。
オルブラにダッキが「雷色尾」の力を与えて魔獣になった僕で、ホストの様な格好で両目に泣きボクロがある男性の姿をしている。ゴクラクを守るクリムをゴクラクの住人達に殺させようと画策するなど残忍な性格で、常に相手を見下したような態度を取っている。雷を操る能力を持ち、普段は器であるオルブラに化けている。
作中当初はダッキの命令でシルバーと共に「妖」に入り刹那の行動を監視していた。ゴクラクではキールを圧倒したが、エイトカップで龍猿の両腕を取り戻したキールにはまるで歯が立たなかった。
モデルは金角。

シルバー
「7人の『器』」の一人。元「妖」幹部。ゴールドの妹。
ヤンシスにダッキが「風色尾」の力を与えて魔獣になった僕で、ツインテールにゴスロリ風の衣装を着た少女の姿をしている。ブラコン気味で常にゴールドにくっついている。風を操る能力を持ち、普段は器であるヤンシスに化けている。
当初はゴールドと同様「妖」を監視していた。ゴクラクではブルーを圧倒したが、エイトカップではゴールド共々キールに倒された。
モデルは銀角。

ブルー
「7人の『器』」の一人。別名「水色のブルー」。詳細はバスターキールを参照。

レッド
「7人の『器』」の一人。別名「火色のレッド」。
ヤンヤンにダッキが「炎色尾」の力を与えて魔獣になった僕で、露出度の高いチャイナドレスを着用し、網タイツを履いた女性の姿をしている。炎を操る能力を持つ。
ブラウンと共にファンやパイ老師と交戦した。

ブラウン
「7人の『器』」の一人。別名「土色のブラウン」。
ドリューにダッキが「土色尾」の力を与えて魔獣になった僕で、渇色肌の大男の姿をしている。大地を操る能力を持つ。
レッドと同じくファンやパイ老師と戦った。

ホワイト
「7人の『器』」の一人。別名「氷色のホワイト」。
チャブーにダッキが「氷色尾」の力を与えて魔獣になった僕で、バイザーを着用している。語尾に「ブイ」と付けるのは変わっていないが、人間時とは違い甘いものが嫌いになっている。氷を操る能力を持つ。
人間時でパートナーだったクッキーと戦い、彼を圧倒した。

ブラック
「7人の『器』」の一人。別名「闇色のブラック」。
エイトカップ司会者にダッキが「闇色尾」の力を与えて魔獣になった僕で、頭に巻いたバンダナが特徴。人間時と同様、丁寧な口調で喋る。闇を操る能力を持ち、相手の影を踏むことでその自由を奪うことが出来る。
ダッキの命令で力と正体を隠していたフックメン（シバ）を自身の能力で拘束するが、ミッピーの妨害により逃がしてしまった。

### その他の冒険者
デッコ、ボッコ
ワンメロの町の町長に雇われた二人の冒険者。戦士。
二人とも鎧を着ており、鋏のような形をした二本の剣を持った細身な男がデッコで、鉛筆の様な形をしたハンマーを持った小太りの男がボッコ。
報酬目当てでキール達を誘いワンメロの西の森に魔獣退治に向ったが、それがA級魔獣「キングリザードマン」と知りキール達を置いて逃げ出した。最終話にも登場している。

スティール
サンシャインシティの不良グループのリーダー。魔獣使い。
白の弟子を名乗っているが実際は勝手に名乗っていただけであり、魔獣使いの命であるギターを奪っていた。ラヴィのギターであるハートエンジェルも奪おうとしたが、彼女の旋律魔法により強化されたミッピーの攻撃でボック共々倒された。

ボック
スティールのパートナー。D級魔獣「雪男（イエティ）」。
本来の雪男とは違い、魔法を扱うことが出来る。スティールの旋律魔法の力と合わせて氷の盾や氷の弾丸を作りだす。
ラヴィ達に敗北後、自分達の前に現れた白の威圧感を受け他の魔獣と共に一目散に逃げ出した。

オルブラ
チーム「雷神風神」メンバー。「雷神」のふたつ名を持つ魔法拳士。
バンダナと作業服に身を包んだ男性。冒険者協会からふたつ名を与えられた凄腕の冒険者。両手に二本角が付いたグローブ、足には魔法陣が描かれたブーツを身に付け、雷の魔法を組み合わせた格闘術を駆使して戦う。
実はダッキによって「7人の『器』」の一人であるゴールドにされていた。ゴクラクではキールに倒され、後のエイトカップではヤンシスと共にチーム「雷神風神」として出場。チーム「ヤンヤン」やチーム「調理屋クール」を倒し、ダッキの敗北後に正気に戻った。

ヤンシス
チーム「雷神風神」メンバー。「風神」のふたつ名を持つ魔法戦士。　
左腕に防具を付け、露出度の高い格好をした褐色肌の女性。オルブラのパートナーで、彼同様冒険者協会からふたつ名を与えられた凄腕の冒険者。武器は斧で風の魔法を操る。
オルブラと同じくダッキによって「7人の『器』」の一人であるシルバーにされていた。ゴクラクではブルーに倒され、後のエイトカップではオルブラと共に出場。ダッキの敗北後に正気に戻った。

マール&ラッキー
チーム「ミラクルロボ」メンバー。二人の魔技師の姉弟。ジュローの孫。
マールは安全帽を被り牛乳眼鏡をかけた少女で、容姿は地味だが巨乳である。ラッキーはゴーグルをした小柄な少年で、すぐに熱くなりがちな性格なため、マールによく諌められている。二人とも魔技師として天才的な腕を持っているが、祖父からは認められず彼の研究所で働かせてもらえずにいた。
ジュローに認めて貰うためにエイトカップに出場。トーナメントでキールとフックメン（シバ）のチーム「バスターキール」と戦い、「ニンニン丸Z」をはじめとした魔導機械で追い詰める。しかし「スーパーニンニン丸」がキールの攻撃で暴走してしまい、脱出することも出来ずに危機に陥るが爆発する寸前にキールに助けられた。試合後、観戦していたジュローに一喝されるが、彼の研究所で鍛え直してくれることを約束された。また、マールは自分達を助けてくれたキールに惚れた様子。ダッキとの戦いでは、ジュローと共に魔導機械でキール達を援護したが、後ろからゴールド達の攻撃を受け気絶した。

クッキー
チーム「調理屋クール」メンバー。戦士。
コックコートを着た眼鏡の青年。ラヴィに一目惚れしブルーを彼女の彼氏と勘違いしてライバル視するなど、思い込みの激しい性格。ブルーからキール以外で唯一「バカ」と言われている人物。武器は大包丁「魔獣捌き」で、ブルーに引けを取らないほどの剣捌きを誇る。
優勝して女の子にモテたいという理由で、パートナーのチャブーと共にエイトカップに出場する。トーナメントでラヴィとブルー達のチーム「ラヴィメロディーズ」と戦い、チャブーと共にブルーの「水星」で重傷を負うが、「氷牙器」でラヴィ達を庇ったブルーを凍傷に追い込んだ。試合はブルーの身を案じたラヴィとミッピーが自ら場外に出たことにより結果的に勝利し、ラヴィを守ったブルーを賞賛した。しかし、その後のオルブラ達のチーム「雷神風神」との試合ではチャブー共々負けてしまった。ダッキとの戦いでもホワイトになったチャブーやダッキと戦った。

チャブー
チーム「調理屋クール」メンバー。　
「肉」と書かれたバンダナと首に巻いたスカーフが特徴の小太りの少年。語尾に「ブイ」と付けて喋り、かなりの甘党でチョコレートが好物。基本的にめんどくさがり屋だが食べ物が絡むとやる気を出し、よく熱くなりやすいクッキーを抑えている。魔法陣の描かれたフライパンを持ち、そこから氷の魔法を使用する。
美味しいものをたくさん食べたいという目的で、クッキーと共にエイトカップに出場する。チーム「雷神風神」に敗北後、オルブラ達に捕らえられダッキによって「7人の『器』」の一人である氷色のホワイトにされたが、ダッキの敗北後に正気に戻った。

ファン
チーム「無敵流」メンバー。格闘家。
長髪を縛りカンフーの道着を着た青年。礼儀正しいが固い性格。一人称は「私」。幼い頃に魔獣に襲われていた所をパイ老師に救われたことが切っ掛けで無敵流を学び、パイ老師のように強くなるために修業を積んでいたが、成長につれ無双流に勝つことを第一とし、「強くありたい」という自分の本当の気持ちを忘れかけていた。
エイトカップトーナメントでチーム「バスターキール」と対戦。パイ老師の提案でキールと一騎討ちで戦い当初はキールを圧倒したが、「自分の気持ちで戦う」キールに次第に感化され、キールに「自分の気持ちでぶつかってこい」と言われてからは自分の本来の気持ちになって戦うも、キールの「双牙砲」との激突に敗れた。しかし、その後パイ老師から「お前はもっと強くなれる」と激励を受けた。ダッキとの戦いでもキールを復活させる時間稼ぎのためにクッキーやパイ老師と共にダッキと戦った。

パイ老師
チーム「無敵流」メンバー。武術「無敵流」を創設した格闘家。ファンの師匠。
小柄な老人。かつてはサラと共にワン老師の下で武を習い、彼女とは年も近く実力も互角だったが、ろくに修業もせず武術を喧嘩道具の様に使っていたサラを嫌っており（それでも、師匠の技を肌で感じたサラをある意味での「天才」だと評していた）、世間ではサラの名が知れ渡っているのが許せず彼女を倒して無敵流が上だということを証明しようとしている。
エイトカップに参加したのも無敵流の強さを世間に知らしめるためであるが、実は修行中の青年時代にサラに惚れており、彼女に告白したが「私に喧嘩で勝てたら付き合う」という条件で見事に負けてフラれてしまい、それでサラを嫌っていたという私情による因縁だった。何かと大人気ない一面が目立つが、師匠として「自分の気持ち」でキールに挑むファンの戦いを見届けた。ダッキとの戦いでは、自身の奥義「天下無敵砲」をダッキに放つが弾かれてキールに瀕死の重傷を負わせてしまい、その負い目から彼の復活の時間稼ぎのためにファンやクッキーと共にダッキに挑んだ。

ヤンヤン
チーム「ヤンヤン」メンバー。「炎舞」のふたつ名を持つ魔法拳士。
チャイナ服を着たお団子頭の女性。勝気な性格で、パートナーのドリューによく当り散らしている。炎の魔法を操る拳法「魔法拳舞」の使い手。
エイトカップトーナメントではドリューと共にチーム「雷神風神」と戦い、善戦するも敗れた。敗北後、オルブラ達にドリュー共々捕らえられ、ダッキによって「7人の『器』」の一人である火色のレッドにされたが、ダッキの敗北後に正気に戻った。

ドリュー
チーム「ヤンヤン」メンバー。
強面の顔をした筋肉質の大男。パートナーのヤンヤンに当たられるなど損な役回りが多い。土を操る魔法を使う。
ヤンヤンと同じくオルブラ達に敗北後、ダッキによって「7人の『器』」の一人である土色のブラウンにされたが、ダッキの敗北後に正気に戻った。

ブッコミマッスルズ
エイト王国にいた冒険者の二人組。
二人とも筋肉質な体型が自慢。一人はリーゼントで特攻服を着ており、職業は戦士。武器は木刀。もう一人はソフトモヒカンの様な髪型で相方のリーゼントから「アニキ」と呼ばれており、職業は格闘家。
自分達にぶつかったラヴィを連れて行こうとしたが、オルブラとヤンシスに成敗された。その後エイトカップの予選の水着審査で、自らの自慢の肉体を見せびらかしたが「器」探しを目的とするダッキに失格にされ、地下に落とされた。

### 町・村・国の住民

#### ツートーン
コメジ
ツートーンの町に住む情報屋。通称米じい。
頭の形が米の様になっている老人。若い頃はパンナコッタとは恋人同士だったが、朝食が米かパンかで喧嘩をしたことで別れてしまい（キール達からも呆れられていた）、今ではヨリを戻したいと思っている。
ツートーン一の情報屋だったが、全ての情報を記した米粒が入った宝箱をA級魔獣「ツインスネーク」に食べられてしまい、町の人達から信頼を無くしていた。しかし、キール達の活躍により宝箱を取り戻した。

パンナコッタ
冒険者協会ツートーン支部長。戦士（冒険者レベルは70）。
煙管を携えたふくよかなマダムで、食パンのような髪型が特徴。コメジとはかつての恋人だったが、別れてからヨリを戻そうとするコメジを容赦なく断る。ちなみに女湯を覗こうとしたキールとミッピーを返り討ちにするなどかなりの腕前の持ち主。

#### アダムスタウン
トーマス
アダムスタウン領主であるアダムス家前当主の息子。
眼鏡をかけた小柄な少年。運動音痴で、チャールズに誹謗されても反論出来ず自分に自信を持てないでいるなど気弱な性格だが、父の様に立派な当主になることにかけては誰よりも強い思いを持っている。
アダムス家の当主になるための宝・当主の証を手に入れるべく冒険者協会に依頼し、それによりキール達と出会う。バンパーとトゥターンに立ち向かう勇気を見せたことで、宝の番人であるD級魔獣「魔鎧」に認められ、真の当主の証を手に入れアダムス家の当主となった。数年後には立派に当主としての勤めを果たしている様子。

チャールズ
トーマスの従兄。
アダムス家の次期当主の座を狙っている。頭も良く武術にも優れているが、他人を利用して自分の有利になることしか考えていない卑劣な性格。最後はその性格が災いして、真の当主の証に雷を落とされ当主の座を諦めた。

#### ゴクラク→極楽町
クリム
ゴクラクの外れで変わり者とされていた老人の孫娘。正体はS級魔獣「極楽鳥」。
セミロングの心優しい少女。礼儀正しく、キールのことを「キール様」と呼び慕う。ゴクラク山の火山を抑える宝を守っていた守り神とされ、唯一自分の正体を知っていた老人によって山を守られていた。
ゴールド達によってゴクラクの温泉に毒を入れられ、それを山の魔獣である自身の仕業だという誤解を解くため村人を説得するも信じてもらえずにいた。火山を抑えていた宝を収めていた台座をゴールド達に破壊され、噴火を止めるために火山のエネルギーを自らに取り込み、そのエネルギーを転生に使用することで火山を抑えた。それによって子供の姿になり生前の記憶を全て失ってしまうが、キールから貰ったバナナが好きだったことだけは覚えていた。

#### ハートフルランド
ステイトリー＝ハートフル
世界一の音楽家「ハートフル家」当主。ラヴィの父。
ラヴィが冒険者になることを反対していたが、それは自分もかつては冒険者で神器を探すために自分と共に旅をした仲間が全員死んでしまったという経験から、娘を同じ目に遭わせたくないと思っていたため。最終的にはラヴィが冒険を続ける事を許した。ラヴィを心から愛しているが親馬鹿で、娘の旅立ちの際キールとブルーに「ウチの娘に手ェ出したらブッ殺す」と威圧し、2人を委縮させた。

エーデル＝ハートフル
ラヴィの母。娘と夫の両方の気持ちを知っているためにどちらかの味方をするではなく中立の立場で両方を支える心優しい女性。

#### シッチリ村
ボーン
シッチリ村に住んでいた青年。
50年前に恋人であるマリアンを喜ばせようと死の都に神器を探しに行くが途中で死亡してしまう。その後ジャックの魔法でD級魔獣「スケルトン」として蘇り、神器を探す目的以外の記憶を失った（ただし、生前の未練が強過ぎたために自分の意思を持って行動できる）。砂嵐に飛ばされて倒れていたミッピーを助け、共に宝探しをすることで仲良くなったが、ジャックの呪いのタトゥーの力に逆らったために頭を吹き飛ばされてしまう。死の直前に全ての記憶を取り戻しミッピーに自身とマリアンの2人の写真が収められたペンダントと謝罪の言葉をマリアンに渡して欲しいと言い遺し再び死亡するが、ミッピーがジャックに特攻をかけた際に魔法で自らの骨を使って作られた盾を破壊してミッピーを助けた。

マリアン
シッチリ病院院長。かつてのボーンの恋人。
シッチリ村で50年前にボーンと別れてからずっと待ち続けていた。ボーンは既に死亡してしまっていたが、ミッピーからボーンのペンダントを受け取りボーンの気持ちを知ることが出来た。

アラブー
シッチリ村の近くにあるオアシスの管理人。
色黒の体格で割れ顎が特徴の男。ラヴィのブラを身に付けるなど少し変態な所があり、キールからは「エロブー」と呼ばれていた。
50年前に親友のボーンが死の都に行ったまま帰って来なかったことから、再び彼のような冒険者を出さぬよう死の都を目指す冒険者を止めようとする。キール達のために砂の中に埋もれた神器を掘りだす約束をしてくれた（しかし後に神器はジャックにより「妖」本部に持ってかれている）。

#### エイト王国
エイトット王
エイト王国国王。
病人のように痩せ干せた体をした老人。亡くなった王妃に化けたダッキに操られ、国民に重税を強制し毎晩パーティーを開いたり、終身刑の罪人を残虐な方法で処刑させたり、「7」の許可無しに魔凶山をトーナメントに使用したりしていたが、ダッキが倒されたことで洗脳が解かれた。ラヴィ曰く「本当はお茶目で優しい王様」だったらしく、キール&フックメン（シバ）のチーム「バスターキール」をエイトカップの優勝チームにした。

司会者
エイトカップの実況と解説役。本名不明。
七三分けの髪型とサングラスが特徴の男。丁寧な言葉遣いで、キールからは「黒メガネ」と呼ばれ、試合中に彼の攻撃を受けるなど悲惨な目に遭っているが、マイクの電源を切って冷酷な発言をすることもある。
実はオルブラやヤンシスと同じく当初からダッキによって「7人の『器』」の一人である闇色のブラックにされていたが、ダッキの敗北後に正気に戻った。

#### 魔凶山
クロン
魔凶山に住むS級魔獣「黒龍（ブラックドラゴン）」。
人間に変化した外見は少年だが実は女の子であり、龍族故に実際はかなりの年齢である（フックメン（シバ）曰くキールよりは年上）。喧嘩っ早い性格。かつて魔凶山に住んでいた白のことを慕っており、彼と結婚することも望んでいた。黒龍時は口から黒龍特有の黒い炎を放ち、頭に生えた一対の角を伸ばして攻撃する。
エイトカップ予選でダッキの企みにより、魔獣を混乱させる呪いが掛けられた宝石を付けられ自我を失い暴れていたが、キールの攻撃で目を覚ました。キールとの決着を望むも（見た目が）子供だからという理由で断られた。数年後には身長が伸び、容姿も女性的に成長している。

ホイホイ
魔凶山の管理人。白の父である「白龍」。
派手な格好をした陽気な老人で、「〜ほい」が口癖。クロンからは「長」と呼ばれている。人間嫌いだが、キール達のことは気に入っている。キール曰く魔凶山最強の魔獣で、暴れていたクロンを怯ませるほどの威圧感を発する。

#### その他
ブルーの母
「水鬼」の女性で、刹那曰く容姿端麗で勇猛果敢に戦う女だったとのこと。本名不明。
子供の頃のブルーに「水と戯れる」ことを教えた。刹那が水鬼の村に襲って来た際にはブルーを逃がし、刹那と戦い彼の右目を奪ったが力及ばず殺されてしまう。また、刹那が自分達の一族が生み出した妖刀だったことも知っていたらしく、殺される前に刹那に彼という歪んだ存在を生み出してしまったことを謝罪していた。

バナナンマン
キールの夢の中に現れたバナナの顔を持つヒーロー。キールに自分のバナナの顔を分け与えようとしたが、後ろから刹那に切られてしまった。第3巻のカバー裏にも登場している。
元ネタはアンパンマン。

ワン老師
サラとパイ老師の武術の師匠。犬の姿をした老人（魔獣と思われる）。パイ老師の回想で登場。

町長
ナナゴ町町長。第9巻のオマケに登場。キール達にD級魔獣「オンナズキーン」の退治を依頼した。女装趣味があり、オンナズキーン退治のために女装用の服をキール達に貸した。

パスターニャ
数年後に出来た冒険者協会ワンメロ支部長。髭を生やした男性。キールを探しているラヴィ達に花果山で大猿の魔獣が暴れているという情報を教えた。

## 魔獣
作中の世界に多数生息している人外の存在。登場している殆どの魔獣が服を着ており人の言葉も喋るなど、知能は人間並に高く「妖」や「ベヒーモス」など組織として行動する者もいる。冒険者協会によってSからGまでの「魔獣階級（モンスタークラス）」が定められているが、中には人間が定めたレベル以上に強力な個体も存在し（「四凶」やバンパー、トゥターンが典型的な例）、一部の強力な魔獣は殺気を放つと同時に相手に威圧感（プレッシャー）を与え、並の相手なら気絶させることも出来る。人の姿の魔獣は耳が尖っている特徴がある。

### S級魔獣
龍猿（ドラゴンエイプ）
龍の様な固い茶色の鱗に身を包む凶暴な大猿の魔獣。邪龍ディアボロスの呪いにより100年に一度、猿尾族の中から生まれてくる忌み子。突起物のようなものが付いた肘・膝・尻尾には「煙靭（エンジン）」と呼ばれる特有の体内組織を持っており、体内に溜めたエネルギーを爆発させ、激しい煙と大きな打撃を放つことが出来る。体が大きくなり成長するにつれて、ディアボロスの邪悪な力に心を支配され、最終的にただ暴れるだけの魔獣になる。猿尾族と同じで、バナナが大好物。
作中ではキールがこの種族。
白龍（ホワイトドラゴン）
白い体毛に身を包み、犬の様な顔立ちをした龍。その力は黒龍と双璧をなす最強のドラゴン。知能が高く、他人の心を読む能力を持つため、他の種族との関わりを好まない。
作中では白とホイホイがこの種族。
極楽鳥
極彩色の巨鳥。自分の領域を侵す者には容赦なく襲ってくる。中には人間に変化できる者がおり、死んでも蘇る転生の能力を持つ者もいる。
作中ではクリムがこの種族。
魂喰者（ソウルイーター）
絶滅したと言われる幻の魔獣。生物の魂を吸い取る能力を持っており、壺やヒョウタン等に身を隠して生きている。彼らの呼び掛けに応えてしまうと魂を吸い取られてしまい、吸い取られた者は「生まれたままの姿（裸）」になる。旋律魔法の生みの親である伝説のロックシンガー・エルピスも魂喰者に襲われたことがあるが、伝説の勇者に助けられたと言う逸話がある。
モデルは『西遊記』で金角・銀角が所持していた5つの宝具の一つである紅葫蘆。
黒龍（ブラックドラゴン）
龍（ドラゴン）族の中で最強と呼ばれる龍。漆黒の鱗に身を包み、漆黒の炎で全てを焼き尽くす。知能は高いので、彼らの縄張りを荒らすことがなければ大丈夫だろう。
作中ではクロンがこの種族。
地獄の火豚（ヘルピッグ）
ピッグデビルが長年生き、力をつけた姿。猪のような体に大きな角と翼、尻尾が生えている。地獄の火豚に成長するピッグデビルは一万に一匹の確率といわれている。「獄炎」というどんなものでも焼き尽くす炎を吐く。
作中では転生前のミッピーがこの種族。
ジャック・オ・ランタン
遥か昔に絶滅したとされるとても危険な魔獣。見た目はくりぬかれたカボチャの仮面の様だが、それで人の顔に被さりその人間の生命と知恵を奪い支配する。仮面が完全に壊れない限り生き続ける。
作中ではジャックがこの種族。

### A級魔獣
キングリザードマン
王様レベルのリザードマン。ボスリザードマンもキングの前ではパシリ同然である。主に森の中に住んでおり、リザードマン達を使って近くの町を襲わせたりする。体の中に火炎袋を持つ者もいて、火炎球を吐き出したり、スパイク状になった尻尾の先で攻撃してくる。
ツインスネーク
一つの体に二つの頭を持つ巨大な蛇。普通の蛇の尾の部分が頭になっている。
キール達がツートーンの下水道で遭遇した個体は片方が飲み込んだ岩などをもう片方が吐き出す「蛇丸（じゃがん）」、互いに締め付けあいその反発力を解放して相手に一気に襲い掛かる「双蛇回顎（スネークツイスト）」といった技を使ってきた。
デビルコブラ
4つの瞳を持ち、凶悪な角を生やした巨大なコブラ。毒の息を吐き、どんな生き物も丸飲みにしてしまう。戦うのならば、笛の音を聞かせると陽気に踊りだすのでその隙に倒せばいい。
キングカブト
巨大なカブトムシ。頭に生えた大きな角で、周りのものを吹き飛ばす。その黒光りするボディは捕えれば高値で売れるが、並みの人間ではまず不可能である。
スリーピーベア
1年中寝ている大熊。寝ている間は安全だが、一度起こしてしまうと大暴れする。空腹に気付くと周りの生物を何でも食べてしまう。大好物である蜂蜜を与えれば大人しくなる。
サンダーサイクロプス
雷を操るサイクロプス。その大きな角から強力な電撃を放つ。目が一つしかないという弱点があるため、戦う時は大勢の方がいい。

### B級魔獣
ワーウルフ
狼の姿をした魔獣。
オーガ
「人食い鬼」として恐れられている魔獣。個々のレベルはそれほど高くないが、大抵のオーガは集団で行動し、悪知恵が働く厄介な魔獣であり、「オーガ竜盗団」という酸竜に乗ったオーガ達の盗賊団が結成されている。昔一匹のオーガの「馬肉チョーうまくね?」発言により、オーガ界では馬肉ブームで大フィーバーして馬車強盗をするオーガが多くなった。
アナコンダー
巨大な蛇の姿をした魔獣。
吸血鬼
血を吸う魔獣。彼らに血を吸われると吸血鬼になると言われているが、その能力を持っているのは極少数の様子。また、全身を無数の蝙蝠に変える「蝙蝠細胞（バットマン）」能力を持つ者もいる。ザコ吸血鬼にはニンニクや十字架が効くが、レベルの高い吸血鬼には通用しない。
作中ではバンパーがこの種族。
二口（ダブルマウス）
本来目がある場所に二つの口を、口がある場所に一つの目を持つ魔獣。口からはそれぞれ火の息と氷の息を吐き出す。目が一つしかないため多人数での戦いに弱く、懐中電灯などで強い光を受けると隙が出来る。
作中ではトゥターンがこの種族で、数年後にはバンパーが新たに立ち上げた「妖」の中に子供の二口がいたが、彼との関係性は不明。
水鬼
水辺を住処とする川や湖を守る鬼の一族。他の種族とは馴れ合わず一族だけでひっそりと暮らすことを好む。危険な鬼ではないが、彼らの守る水辺を汚そうとすると容赦なく襲い掛かる。頭にある一本角は常に水気を帯びており、乾燥すると力が抜けるという弱点がある。また、顔には魔法の力の大きさを示す「水紋」というタトゥーが刻まれている。
作中ではブルーとその母がこの種族だが、ブルー以外の水鬼は刹那の手により絶滅してしまっている。
ガルーダ
火を自由自在に操る鳥人。その火を身に纏うことも出来るが、火を操るのが下手なガルーダは自分の火で火傷をしてしまう。
作中ではファイバードがこの種族。
ガーゴイル
石のように固い体を持つ魔獣。その口から強力な水を吐くことが出来るが、水攻撃を使い過ぎると脱水症状になってしまう。
作中ではカタイストンがこの種族。
ボールドラゴン
ボールのような丸い体の龍。見た目は可愛らしいが、一度怒らせればその丸い体を転がして強烈な体当たりをしてくる。
牛鬼
牛の体に鬼の角を持つ魔獣。性格は大変攻撃的で、その力は軽々と大地を壊す程。長く生きた牛鬼の中には体を巨大化する能力を持つ者もいる。ベジタリアンらしい。
作中ではロースがこの種族。
ロックモンキー
最終話で登場した、岩のようなゴツゴツした体格を持つ大猿の魔獣。

### C級魔獣
ボスリザードマン
エリマキリザードマンに角が生えたような見た目で、より巨体で凶暴である。
酸竜
岩をも溶かす強力な胃酸を吐き出す竜。意外と繊細な心の持ち主らしく、少しストレスがたまると強力な胃酸のせいで胃潰瘍になってしまう。オーガ達が乗り物に使っていた。
タケノコ魔人
タケノコの体を持つ魔獣。能力的にはF級だが、レア魔獣なのでC級扱い。彼を怒らせると体を伸ばして威嚇してくる。さらに怒らせると立派な竹になって皆を優しく見守るらしい。
ダンゴン
巨大なダンゴムシのような魔獣。普段は丸まって寝ていて大人しいが、一度その眠りを妨げられると固い殻を武器に襲いかかってくる。中には体長5mを超える巨大な個体もいる。
カーク
『魔獣コンテスト』で入賞した、読者投稿の筆の姿をした魔獣。体は小さいが、なかなかの力持ち。頭の筆で文字を書いて意思表示をする。この種族にとって、頭の毛質がなにより大事で常にトリートメントは欠かさないらしい。
作中ではフデドリッヒ4世がこの種族。
マダライオン
体の色がマダラな二足歩行ライオン。森林を生活の場とし、緑に体を隠して襲ってくる。体の色を保つためか、意外とベジタリアンである。
猿尾族（えんびぞく）
猿の様な身軽さと尻尾を持つ一族。山奥に住み、平和を好む。バナナが好物。
作中では3猿がこの種族。邪龍の呪いが浄化されたキールも後に猿尾族になっている。
サンドバサミ
砂漠に住む、巨大な二つの鋏を持った一つ目の魔獣。普段は砂の中に潜み、頭の花やサボテンに近づいた者を襲ってくる。ただ、頭の花やサボテンを抜かれてしまうと泣きながら去っていく。
妖狐
長く生きた狐が魔力に目覚め、姿を変えたり魔法を操れるようになった魔獣。力が増すと尾の数が増え、それに応じて危険度が増していく。その昔、伝説の勇者が9本の尾を持つ妖狐と戦ったという言い伝えがある。
作中ではダッキがこの種族。

### D級魔獣
エリマキリザードマン
森に住む魔獣。敵を威嚇する時や怒りを表した時に頭のエリを広げ、ビックリさせた時も広がる。
魔鎧（マジックアーマー）
魔法によって動く鎧。魔法の元を断つか、媒体となっている鎧を破壊しない限り動き続ける。「魔法力」と「媒介となった鎧の強さ」によって強さが変化する。
雪男（イエティ）
主に雪山に住む魔獣。雪といった足場の悪い所でも難なく動くことが出来る。火が苦手。中には魔法を使うことができる個体もいる。
作中ではボックがこの種族。
ウッキー
猿の様に動き回る木。成長して大木になると、自分の頭に他の魔獣を住ませたりする。「本当はバナナの木になりたかった」という悲しみを力に変えて生きているとの事。
ウサミミ族
ウサギの耳を持つ一族で、かけっこが大好き。昔「カメカメ族」とかけっこ勝負をした際、伝説の勇者に助けてもらった逸話がある。
スケルトン
魔法やパワースポット（魔力がある土地）の力で動き出す骸骨。意思を持たず、ただ周りの生物に襲いかかる。未練を残して死んだものほどスケルトンになるといわれている。
作中ではジャックの魔法で蘇ったボーンがこの種族。
オンナズキーン
その名の通り女好きな魔獣で、髭面の中年男の姿に悪魔のような角と翼が生えた見た目をしている。
妖刀
刀の作り手や、刀を使う者の魔力と負のオーラにより生まれた刀。長い年月の間、負のオーラに包まれた刀は力と意思を持ち自ら動き出す。さらに力が増すと人の姿に化けるようになるという。
作中では水鬼一族に作られた刹那がこの種族。

### E級魔獣
ゴブリン
帽子を被った魔獣。
レッドキャップ
赤い帽子が特徴の魔獣。斧などを使って攻撃し、返り血で帽子がさらに赤く染まると言う。テンションダウンで青い帽子を被ってイジケる「ブルーキャップ」になる。
オニーン
水鬼や「炎鬼」ほどの強い特徴を持っていない鬼の一族。人間より少し力が強い程度が特徴で、彼らはそのことに劣等感を持っている模様。
コロポックル
自然を愛する小人。キノコをくりぬいた家に住んでいる。愛する家族や自然を守るためなら「ニードル草」を使って戦うが弱い。
アーリークイーン
巨大なアリクイの姿をした魔獣。普段は大人しいが、ゴールド達がゴクラクの温泉に入れた毒で凶暴化した。
ブードッグ
豚と犬を合体させた様な魔獣。「ブードック車」という乗り物に使われるが、基本的にはマイペースな魔獣なので、操るには相当な技量が求められる。
キノコノコ
茸の体の魔獣。自分の体を食べさせようとして、無害を装って近づいてくる。だがそれは罠で食べるとゲロマズな上に体が麻痺してしまう。
カセイジン
大きなタコみたいな魔獣。危険はないが、「踊るアホウに見るアホウ、同じアホなら踊らにゃ損損」と言わんばかりに、大群で踊って近づいてくる。踊りに参加すれば満足して帰っていく。

### F級魔獣
ピッグデビル
丸っこい体に小悪魔の様な羽と角を持つ豚のような魔獣。炎を吐き出す能力を持つ。
作中では地獄の火豚から転生したミッピーがこの種族。
突撃ニワトリ
小型の鶏の姿をした魔獣。
水玉大ムカデ
水玉模様のムカデ。その水玉の中に一つだけ弱点の部分があり、それぞれの場所は個体により異なる。基本的には大人しい。
クレイジーエッグ
固い殻に身を包む卵のような魔獣。コロコロ転がり、噛みついて攻撃してくる。伝説の勇者が体長3mのクレイジーエッグと戦ったという記録があるが、基本的には小さい個体ばかり。
樽魔（タルマ）
樽を身に纏っている魔獣。自分でその樽を作っている。身に纏う樽の材質によって「モテ度」が違うらしい。
キノコン
毒がある小さい茸型の魔獣。ちなみに、毒の効果は一日中屁が止まらなくなってしまうらしい。かつてとある一匹のキノコンが伝説の勇者と旅をしたと言う逸話が残されている。
キャンドルバット
頭に蝋燭のような触角を持つ蝙蝠。周りを明るく照らし、その光に誘われてきた生物を襲う。こちらが彼ら以上の光を出せばイジけて去っていく。
ドリモグラ
鼻にドリルのような角を持つモグラ。穴掘り名人で、旅人を自分の掘った落とし穴にハメるなどといったことをする大変なイタズラモグラである。
ハナコプター
花の妖精。頭の花を回転させて空を舞う。怒らせると鼻にある花を回して威嚇する。水をかけてあげると喜ぶ。
リズムバナ
花の妖精。花の美しさを称えるダンスを踊る。週1でダンスパーティーを開きダンスチャンピオンを決めているらしい。

### G級魔獣
スライム
柔らかい体をした魔獣。体が柔らかいために攻撃をしても相手にプルプルした癒しを与えてしまうことの方が多い。
リクラゲ
陸に生息しているクラゲ。いつもフワフワ浮いている。ある学説によると、頭に花を育てていてその花粉をまいている固体がいるとかいないとか。
ポイズンフルーツ
果物の形をした魔獣。うっかりかじると毒で体が麻痺してしまう。しかし本人たちは甘くなりたいので他の果物を食べまくっているとのこと。

### ?級魔獣
神獣「星喰い」
1000年前、伝説の勇者達が4つの神器で奏でたメロディーで封印した、神の力を持つといわれる至上最悪の魔獣。巨大な人型で、指先が手のようになっている。全ての魔獣を喰らい、世界全土をも飲み込もうとする。何1000年も昔の太古の時代に生まれたらしいが、どのようにして生まれたかは不明（人間が作ったという説もある）。喰らった魔獣の力を吸収し（吸収した魔獣の力を使うことも出来る）その姿を変えていく他、傷付いた体を瞬時に再生させる能力も持つ。
テンジクで4つの神器が揃ったことにより、1000年振りに神器から復活を遂げた。最初は「7」の総攻撃により首だけになるも、ダッキをはじめとした他の魔獣を吸収したことで頭部に多数の目玉を持ち、翼を生やし指先が口になった触手を持つ異形の姿へと変貌した。今度はキールとサラの同時の「牙砲」により頭を吹き飛ばされるが最終的にドロドロに溶け、サラ曰く巨大なスライムのような姿になってキールとブルーを飲み込んだ。しかし、地獄の火豚に戻ったミッピーに奪い返され、最後はブルーの「水鬼双天廻」で切り刻まれキールとミッピーの「爆炎牙砲」を受け消滅した。その際に心臓である「神獣のコア」を遺し、魔獣を滅ぼそうと企むシバの体に取り込まれたが、後にシバがラヴィを蘇らせたと同時に砕け散った。
ディアボロス
大昔、天地を脅かしたと言われる伝説の邪龍。猿尾族との戦いで倒されるが、死の間際に「100年に一度、邪龍の力と心を宿した子を宿す」という呪いを猿尾族にかけた。その呪いにかかって生まれたのが龍猿のキールである。

## 地理
名称の殆どは数字をイメージして作られている。
ワンメロ
キールとラヴィ達が最初に出会った町。龍猿（キール）を倒した記念に建てられたシバの像があるが、初登場時にキールに壊された。南西地区のスラム街にはシバの家、西にはキングリザードマンが住む森がある。数年後には冒険者協会のワンメロ支部が出来ている。
ツートーン
冒険者が集まる大きな町。冒険者協会のツートン支部がある。新市街と旧市街の2つの地区に分かれ、旧市街には魔獣も住みついている危険な旧下水道がある。
アダムスタウン
代々アダムス家の当主が領主を務めている町。
アダムス遺跡
当主の証がある遺跡で、内部には歴代アダムス家当主の顔の像がある。当主にふさわしいかを試すために魔法を封じる魔法陣や魔獣などの罠があり、当主の証を手に入れる為には、魔鎧に認められなくてはならない。
サンシャインシティ
エルピスが作った町。シバの師匠であるジュディと白が住む、古いコンサートホールを改造した家がある。町全体に音楽が流れ、世界中の魔獣使いが集まり人と魔獣が共存しているという特徴を持っている。
シナーズ島
サンシャインシティより北東にあるサラが住んでいる島。絶滅危惧種の魔獣が多数存在し、冒険者協会から第1級保護区に指定されている。また、癒しの力があり住む者の怪我や病を治してくれる効果もある。
ゴクラク→極楽町
山奥にある温泉で賑わっている村。ゴールド達が起こした騒動により活気が無くなってしまっていたが、キール達とクリムの活躍で元の活気を取り戻し、身を呈して町を救った極楽鳥のクリムを祟って町名を「ゴクラク」から「極楽町」へと改名した。近くには「ゴクラク山」という火山があり、その火山のエネルギーを村の宝で抑えている。
ハートフルランド
サンシャインシティより北西にある町。その名の通り町全体がハート柄で彩られており、観覧車が建てられている。ラヴィの生まれ故郷であり、6番街には世界一の音楽家「ハートフル家」がある。
花果山
キールや3猿の生まれ故郷である山。美味しそうな木の実が数多く実っている。厄介な魔獣が多数生息しており、この山の魔獣達は人間を酷く嫌っている。ロースがいる場所でリリーの墓がある。
モデルは『西遊記』における孫悟空が生まれた花果山。
シッチリ砂漠
ハートフルランドから西にある凄まじい暑さが襲う広大な砂漠。
シッチリ村
シッチリ砂漠にある村。「シッチリ病院」があり、死の都の近くにはアラブーが管理するオアシスがある。
死の都（ネクロポリス）
勇者ゆかりの地の一つである、常に巨大な砂嵐で守られている遺跡。ジャックの居城で、遺跡内部はジャックが作り出した罠やペイントであふれかえっている。砂嵐はジャックの魔導機械で作られており、ミッピーとボーンがそのボタンを押したことにより砂嵐は消え、キール達がジャックを倒したことにより完全に砂の中へと埋もれてしまった。作者曰く前作『突撃チキン!』に登場する「チェス王国」の1000年後の姿であるとされている。
ナナゴ町
シッチリ砂漠とエイト王国の間の森の中にある小さな町。D級魔獣「オンナズキーン」に町を荒らされ困らされていたが、訪れたキール達にオンナズキーンは成敗され解決した。
エイト王国
エイトット王が治める勇者ゆかりの地の一つで、4年に一度エイトカップが行われる国。近年はダッキの介入による王国の内政変化により冒険者協会との関係も悪くなっており、昼間はお祭り騒ぎだが夜はダッキの作った法律に反しないように静かになる。
魔凶山
エイト王国から10km離れた所にある冒険者協会から第1級保護区に指定されている山。A級以上の強力な魔獣が多数生息している。山頂のクレーターに魔獣が棲む森があり、冒険者協会は保護区と称しているが、実際は危険な魔獣が外に出ないように隔離しているという噂がある。この場所を使うには「7」の許可が必要だが、エイト王国はダッキの望みにより無許可でエイトカップの2回戦に使用した。
テンジク
「西の都」とも呼ばれる、冒険者協会本部「スカイアクシズ」がある非常に大きな町。代々「7」の長が極秘で神器の一つであるバイオリンをこの地で管理している。神の宴で神器から復活した神獣「星喰い」の攻撃で壊滅するが、町の住民達は避難していた為無事だった。
名称の由来及びモデルは天竺。

## 用語

### 冒険者関係
冒険者
様々な職業の仲間と旅をして悪党や人を襲う魔獣を懲らしめ冒険者協会を仲介として様々な依頼を請け負ったりする者達を指す。冒険者学校を卒業した者がなれる。冒険者にはレベルが定められ（当初はレベル10）、ギルドの仕事をすることでレベルを上げることが出来るが、逆に冒険者協会の仕事をしない、もしくは失敗するなど冒険者の品位を落とすようなことをするとレベルが下がってしまう。また、冒険者協会に多大な貢献を残した者にはふたつ名が与えられる。作中では下記の様な職業がある。
格闘家
己の拳や武術を使って戦う職業。拳の形をした冒険者バッジを付ける。
魔獣使い
魔獣をパートナーにし、ギターで奏でる旋律魔法で魔獣をサポートしたり、敵の魔獣を抑えたりして戦う職業。龍の形をした冒険者バッジを付ける。
戦士
武器を使って戦う職業。斧の形をした冒険者バッジを付ける。
魔法使い
魔法を使って戦う職業。杖の形をした冒険者バッジを付ける。
魔導技師
通称魔技師。魔導機械を作り、それを使って戦う職業。ハンマーの形をした冒険者バッジを付ける。
魔法戦士
戦士と魔法使いの二つの職業資格を取らなければなれない上級職。炎の剣の形をした冒険者バッジを付ける。
魔法拳士
魔法戦士と同様、格闘家と魔法使いの二つの職業資格を取らないとなれない上級職。雷の拳の形をした冒険者バッジを付ける。
冒険者協会（ぼうけんしゃギルド）
冒険者を支援し、また依頼者と冒険者との仕事の仲介役を果たす役割を持つ所。また様々な冒険者が集まるため、情報交換や仲間を集めるためにも利用される。世界各地に支部がある。
パーティクラス
冒険者一人一人にギルドが決めたパーティ内のメンバーのレベルを平均化したレベルの事。

### 魔法・武術・能力
旋律魔法
別名「メロディーマジック」。魔獣使いがギターを使って奏でる魔法。曲によって魔獣に様々な効果を及ぼす。
封人歌（ふうじんか）
「失われし旋律魔法（ロストメロディーマジック）」の一つ。天輪を魔獣にはめて、それにメロディーを伝えて強制的に人間の姿に変える旋律魔法。その曲の難しさから今では誰にも弾けなくなったが、ラヴィやシバ、ジュディは弾くことが出来る。契約の曲の一つでもある。
契約の曲（コントラクトメロディー）
契約の輪をパートナーの魔獣に付けさせ、それを通して音を伝えることが出来る旋律魔法。そのため契約の輪を付けてない魔獣には効果が無い。
無双流
サラが作った武術の流派。教授しているのは「武」のみで、パイ老師は「気合と根性、ただ決めるは一撃必殺、何ともバカみたいな教え」だと評している。
無敵流
パイ老師が作った武術の流派。「体気をいかに全身で操るか」、いわば理をそなえ武を極める事を教えている。
転生
一部の魔獣が使用する死んでも蘇ることが出来る能力。しかし、使用するには多量のエネルギーが必要で成功しても生前の記憶を失ってしまう。作中ではクリムとミッピーが発動している。
魔法陣
特殊な紋様が刻まれた巨大な魔法のサークル。主に床に描かれており、魔法陣によって紋様は異なる。作中では魔法を封じるものや対象物を出現させるもの、ダッキの「器」を保管するものが登場している。

### アイテム
神器
その昔、4人の伝説の勇者が操ったといわれる伝説のアイテム。正式名称は「神の楽器」で、ラッパ・縦笛・太鼓・バイオリンの4つだが、楽器でありながら通常時では音を出すことも出来ない。
その4つを手に入れた者は神の力を手に入れられるといわれていたが、その正体は神獣「星喰い」を封印した道具で、テンジクで4つ全部が揃ったことで互いに共鳴して星喰いが復活し、その際に壊れてしまい再び神器に封印することは不可能になってしまった。
天輪（てんりん）
「封人歌」で使用する天魔石で作られた首輪。外見は『西遊記』の緊箍児に近い。
契約の輪
魔獣使いが契約の曲で魔獣に付けさせるリング。大きさを自在に調節できる。
呪いのタトゥー
ロースやジャックが使用していたタトゥー。髑髏が数珠の様に連なったリングを使って、他者に入れることが出来る。タトゥーを入れられた者は力を上げることが出来るが、リングを持つ者を裏切ると地獄の苦しみを受けて死亡する。リングを破壊することでタトゥーを消すことが出来る。
魔導兵器
魔法の力と機械を組み合わせた物を「魔導機械」と呼び、それを魔技師の職業の者達が操る。戦闘用から生活用品まで様々な魔導機械がある。
ボンボーン
ジャックが作り出した巨大な髑髏の胴体を持つ魔導兵器。四つの腕を持ち、右側の一部の腕がハンマー、左側の一部の腕が鋏になっている。胴体の中にある魔力の動力源である丸い玉から「大口砲（ビッグバン）」という強力なビームを放つ。死の都でキール達の前に立ち塞がったが、バンパー・ブルー・トゥターンの連携で動きを封じられ、キールに腹部の丸い玉を壊されて破壊された。
魔銃ガトリングマグナム
ジュロー特製の2門のガトリング砲。ダッキとの戦いで使用された。
ヴァジュラ
ジュローの最高傑作である超魔砲。スカイアクシズの頂辺に設置されている。
魔法機械（マジックコンピューター）
冒険者協会支部で、冒険者として登録する際に使用される。他にも冒険者の履歴やレベルも見ることも出来る。外見は現実世界におけるパソコンに近い。定価は850万ゼニー。
当主の証
アダムス家の当主になるためのペンダント。アダムス遺跡のD級魔獣「魔鎧」が所持しており、これを手にしたアダムス一族の者が当主になるという代々の決まりになっている。魔鎧が「真の当主にふさわしい」と認めた者が出てきた場合は形状が変わり、逆に当主にふさわしくない者が持つと雷を落とされる。
音楽鍵（メロディーキー）
特定の音楽を奏でることで外れる仕組みになっている鍵。
月刊「冒険者」
冒険者に役立つ情報が載っている雑誌。定価は500ゼニー。

### その他
四凶大戦争（しきょうだいせんそう）
60年前に「四凶」が起こした戦争。本来手を組まない「四凶」達が互いに手を組み世界を滅亡寸前にまで追い詰めた戦いで、それを止めたのがサラやジュディといった「7」である。
冒険者エイトカップ
一回目の優勝者が伝説の勇者という、4年に一度エイト王国で行われる伝統ある冒険者の大会。キール達が出た第250回大会では神器の一つである太鼓が優勝商品にされ、パーティーレベル30以上の者が二人一組になって出るという決まりになっている。魔獣は出場登録できないというルールがあり、そのためにキールやブルーは本来の姿や力を出せないでいた（一方で魔獣使いはA級以下の魔獣を、魔技師は自分達で作った魔導機械を出す事が許されている）。
過去にはバトルロワイヤルが予選だったらしいが、エイト王国の王妃に成りすましたダッキの「器」探しにより今回は一次予選に水着審査が行われ、二次予選では魔凶山などの第一級保護区が使われた。決勝トーナメントの決勝戦でダッキが正体を現し最終的に大会は滅茶苦茶になったが、ダッキとの戦いの決着後正気に戻ったエイトット王により優勝チームはキールとフックメン（シバ）のチーム「バスターキール」に決まった。
ゼニー
作中での通貨単位。
インビジブル
情報屋業界で何も掴めないもののことを指す言葉で、シバや神器、「四凶」の情報がこれに当たる。

## 書誌情報
カバー裏には、作者と親交のある漫画家の描き下ろし絵が掲載されている。
- 坂本憲司郎 『BUSTER KEEL!』 講談社〈ライバルKC〉、全12巻
  1. 2009年3月4日発売[13]、ISBN 978-4-06-380034-0
  2. 2009年6月4日発売[14]、ISBN 978-4-06-380053-1
  3. 2009年10月2日発売[15]、ISBN 978-4-06-380069-2
  4. 2010年2月4日発売[16]、ISBN 978-4-06-380090-6
  5. 2010年6月4日発売[17]、ISBN 978-4-06-380113-2
  6. 2010年9月3日発売[18]、ISBN 978-4-06-380125-5
  7. 2010年12月29日発売[19]、ISBN 978-4-06-380145-3
  8. 2011年5月2日発売[20]、ISBN 978-4-06-380163-7
  9. 2011年9月2日発売[21]、ISBN 978-4-06-380181-1
  10. 2012年12月28日発売[22]、ISBN 978-4-06-380196-5
  11. 2012年5月2日発売[23]、ISBN 978-4-06-380214-6
  12. 2012年9月4日発売[24]、ISBN 978-4-06-380235-1